# HD 218029
HD 218029，又名BD+66 1575，SAO 20398、HR 8779，是一颗恒星，视星等为5.24，位于銀經112.75，銀緯6.5，其B1900.0坐标为赤經22h 59m 44.2s，赤緯+66° 6.5′ 12″。